# Сирмайс, Мартиньш
Мартиньш Сирмайс (латыш. Mārtiņš Sirmais, 15 июля 1982) — латвийский ориентировщик, призёр чемпионатов Европы по спортивному ориентированию.
Мартиньш Сирмайс дважды становился серебряным призёром чемпионатов Европы по спортивному ориентированию на средней дистанции.
Впервые поднялся на пьедестал почета чемпионатов Европы 9 мая 2006 года, когда в эстонском городе Отепя выиграл звание вице-чемпиона Европы по спортивному ориентированию, проиграв французу Тьерри Жоржиу всего 7 секунд. Это был первый успех латвийских ориентировщиков на международной арене, поэтому данное событие не могло остаться без внимания на самом высоком уровне.
На следующем домашнем чемпионате Европы, который проходил в Вентспилсе, Мартиньш смог повторить свой успех. Заметим, что оба чемпионата проходили в Прибалтике. За пределами Балтийских стран Сирмайсу пока не удавалось добиться высоких результатов, если не считать, третье место на этапе Кубка мира в 2007 году в Швеции.
На сегодняшний день (конец 2009), Мартиньш Сирмайс — лидер национальной сборной и самый титулованный латвийский ориентировщик.
Мартиньш живет и тренируется в городе Мадона (Латвия).